# Obervogteiamt Beuron
Das Obervogteiamt Beuron war ein Verwaltungsbezirk im Süden des heutigen Bundeslandes Baden-Württemberg. Das hohenzollerische Obervogteiamt gehörte von seiner Gründung im Jahre 1806 bis 1830 zum Fürstentum Hohenzollern-Sigmaringen. 1830 wurde das Obervogteiamt Beuron aufgehoben und seine Orte dem Oberamt Wald zugeordnet. Das Gebiet bestand zunächst nur aus dem Territorium des ehemaligen Augustinerklosters Beuron mit den Ortschaften Bärenthal und Beuron. 1823 kam Thalheim hinzu, das zuvor zum Oberamt Sigmaringen gehörte. Beuron bildet heute den Kernort der gleichnamigen Gemeinde. Auch Bärenthal ist selbständig, während die ehemals hohenzollerische Exklave Thalheim, die von badischem Territorium umgeben war, 1975 der Gemeinde Leibertingen zugeordnet wurde.

## Amtsvorsteher
- 1804–1807: Friedrich Widmann
- 1808–1817: Andreas Franz Kempter
- 1817–1831: Karl Jakob Schiessle